# 남양주 FC
남양주 FC(Namyangju Football Club)는 대한민국 경기도 남양주시에 있는 축구 선수단이다. 남양주시민축구단이 운영하는 남자 세미프로 축구단이며, 2023년에 창단되었다. 2024년 시즌부터 K4리그에 참가하고 있다.

## 참고 문헌
- “스포츠지원포털 등록 현황”. 대한체육회.
- “KFA 통합경기정보 시스템”. 대한축구협회.